# IC 4719
IC 4719 — галактика типу Sd () у сузір'ї Телескоп.
Цей об'єкт міститься в оригінальній редакції індексного каталогу.